# Джузеппе Скурто
Джузеппе Скурто (італ. Giuseppe Scurto, нар. 5 січня 1984, Алькамо) — італійський футболіст, що грав на позиції захисника. По завершенні ігрової кар'єри — тренер. З 2019 року очолює юнацьку команду клубу СПАЛ.

## Клубна кар'єра
Народився 5 січня 1984 року в місті Алькамо, а перші кроки у футболі зробив в академії «Сампдорії». Незважаючи на стабільні виклики в юнацькі збірні, генуезька команда визнала хлопчика неперспективним і відмовилася укладати контракт. У 2002 році він перейшов до академії «Роми» і майже відразу у сезоні 2002/03 головний тренер першої команди Фабіо Капелло включив юнака в лігочемпіонівську заявку «Роми», і навіть взяв на передсезонний збір в Австрію.
Втім за першу команду Скурто дебютував лише 2004 року, яку вже очолював Луїджі Дельнері, зігравши спочатку в Лізі чемпіонів 19 жовтня у матчі проти «Баєра 04», а згодом і в Серії А, 7 листопада проти «Мілану» (1:1), замінивши на 80 хвилині Луїджі Сартора. У своєму першому сезоні Скурто зіграв 16 матчів у всіх турнірах.
2005 року Скурто перейшов у «К'єво». Відіграв за другий за титулованістю клуб з Верони наступні два сезони своєї ігрової кар'єри.
2007 року уклав контракт з клубом «Тревізо», у складі якого провів наступні два роки своєї кар'єри гравця. Більшість часу, проведеного у складі «Тревізо», був основним гравцем команди, зігравши у 68 матчах Серії Б.
З липня 2009 року два сезони захищав кольори клубу «Трієстина». Граючи у складі «Трієстини» також здебільшого виходив на поле в основному складі команди. Під час сезону 2009*/0 років він був одним із перших, хто був дискваліфікований за новим правилом проти богохульства на полі. 12 червня 2011 року він оголосив, що розірвав контракт з клубом.
Завершив ігрову кар'єру у команді «Юве Стабія».

## Виступи за збірні
2000 року дебютував у складі юнацької збірної Італії (U-16). В складі команди до 19 років в 2003 році став чемпіоном Європи на Турнірі в Ліхтенштейні. Загалом на юнацькому рівні взяв участь у 19 іграх.
2006 року залучався до складу молодіжної збірної Італії, з якою був учасником молодіжного чемпіонату Європи 2006 року у Португалії. Всього на молодіжному рівні зіграв у 2 офіційних матчах.

## Кар'єра тренера
По завершенні кар'єри гравця, 2013 року, залишився у клубі «Юве Стабія», де став працювати з дитячою командою, але того ж року перейшов на цю ж посаду у «Палермо». В подальшому працював з юнацькими командами «роса-неро» до 17 та 19 років.
15 липня 2019 року Скурто очолив команду U-19 «Трапані», де провів один рік, і в липні 2020 року очолив юнаків СПАЛу.

## Статистика виступів

### Статистика клубних виступів
| Сезон                 | Команда               | Чемпіонат | Чемпіонат | Чемпіонат | Національний кубок | Національний кубок | Національний кубок | Єврокубки | Єврокубки | Єврокубки | Інші змагання | Інші змагання | Інші змагання | Усього | Усього |
| Сезон                 | Команда               | Ліга      | Ігор      | Голів     | Ліга               | Ігор               | Голів              | Ліга      | Ігор      | Голів     | Ліга          | Ігор          | Голів         | Ігор   | Голів  |
| --------------------- | --------------------- | --------- | --------- | --------- | ------------------ | ------------------ | ------------------ | --------- | --------- | --------- | ------------- | ------------- | ------------- | ------ | ------ |
| 2002–03               | «Рома»                | A         | -         | -         | КІ                 | -                  | -                  | ЛЧ        | -         | -         |               | -             | -             | -      | -      |
| 2003–04               | «Рома»                | A         | -         | -         | КІ                 | -                  | -                  | ЛЧ        | -         | -         |               | -             | -             | -      | -      |
| 2004–05               | «Рома»                | A         | 9         | 0         | КІ                 | 5                  | 0                  | ЛЧ        | 2         | 0         | -             | -             | -             | 16     | 0      |
| Усього за «Рому»      | Усього за «Рому»      |           | 9         | 0         |                    | 5                  | 0                  |           | 2         | 0         |               | -             | -             | 16     | 0      |
| 2005–06               | «К'єво»               | A         | 19        | 1         | КІ                 | 1                  | 0                  |           | -         | -         |               | -             | -             | 20     | 1      |
| 2006–07               | «К'єво»               | A         | 5         | 0         | КІ                 | 1                  | 0                  | ЛЧ+ЛЄ     | 2 + 1     | 0 + 0     |               | -             | -             | 9      | 0      |
| Усього за «К'єво»     | Усього за «К'єво»     |           | 24        | 1         |                    | 2                  | 0                  |           | 2 + 1     | 0 + 0     |               | -             | -             | 29     | 1      |
| 2007–08               | «Тревізо»             | B         | 34        | 1         | КІ                 | 2                  | 0                  |           | -         | -         |               | -             | -             | 36     | 1      |
| 2008–09               | «Тревізо»             | B         | 34        | 1         | КІ                 | 1                  | 0                  |           | -         | -         |               | -             | -             | 35     | 1      |
| Усього за «Тревізо»   | Усього за «Тревізо»   |           | 68        | 2         |                    | 3                  | 0                  |           |           |           |               |               |               | 71     | 2      |
| 2009–10               | «Трієстина»           | B         | 33        | 1         | КІ                 | 2                  | 0                  |           | -         | -         |               | -             | -             | 35     | 1      |
| 2010–11               | «Трієстина»           | B         | 10        | 0         | КІ                 | 1                  | 0                  |           | -         | -         |               | -             | -             | 11     | 0      |
| Усього за «Трієстину» | Усього за «Трієстину» |           | 43        | 1         |                    | 3                  | 0                  |           |           |           |               |               |               | 46     | 1      |
| 2012–13               | «Юве Стабія»          | B         | 0         | 0         | КІ                 | 0                  | 0                  |           | -         | -         |               | -             | -             | 0      | 0      |
| Усього за кар'єру     | Усього за кар'єру     |           | 144       | 4         |                    | 13                 | 0                  |           | 5         | 0         |               |               |               | 162    | 4      |

## Титули і досягнення
- Чемпіон Європи (U-19): 2003